# 八丁峠 (京都市)
八丁峠（はっちょうとうげ）は、京都府京都市右京区京北上弓削町と同区京北赤石町を隔てる峠である。

## 概要
標高691ｍの丹波高地の峠であり、八丁林道上に位置している。10年ほど前は林道峠とも呼ばれていたが、現在では通称だった八丁峠という名称の方が市民権を得ている。近年立てられた丹波広域基幹林道の看板にも八丁峠の名称で記載されている。丹波広域基幹林道もこの峠を通過しているが、こちらは尾根沿いに走りるので、峠というよりは谷のような状況となっている。峠と谷が混在する珍しいポイントである。

## 道路状況
峠附近はダートとなっており、峠を通過する八丁林道における最大の難所となっている。カーブ、勾配共に急であり、転落の危険性がある。2009年現在、八丁林道が徐々に道路改善が行われてきているので、将来的にこのダート部分も改良されるであろうことが見越されている。

## 峠附近の接続道路
- 丹波広域基幹林道（尾根線を走り、峠上で接続）

## 隣接する峠
- コシキ峠
- 男鹿峠